# Hinterscharde
Hinterscharde ist ein Ort in der Gemeinde Marienheide im Oberbergischen Kreis in Nordrhein-Westfalen.

## Lage und Beschreibung
Hinterscharde liegt im Nordwesten von Marienheide. Nachbarorte sind Vorderscharde, Heierlöh und Marienheide.
Hinterscharde ist ein typischer Siefenort. Die unwirtliche Tallage lässt darauf schließen, dass der Ort erst spät im Zuge des sogenannten Nachausbaus im 13. bis 15. Jahrhundert besiedelt wurde, als bessere Siedlungsplätze bereits belegt waren.

## Geschichte
In der Preußischen Uraufnahme des Jahres 1840 ist der Ort unter der Bezeichnung „Nd. Scharde“ verzeichnet.

## Busverbindungen
Über die nahe der Ortschaft an der K18 gelegene Haltestelle Scharde der Linie 399 (VRS/OVAG) ist Hinterscharde an den öffentlichen Personennahverkehr angebunden.